# All the Young Dudes
All the Young Dudes – piosenka napisana przez Davida Bowiego, pierwotnie nagrana w maju 1972 roku przez angielski zespół rockowy Mott the Hoople. W czerwcu tego samego roku utwór wydany został na singlu.

## Popularność
Brytyjscy recenzenci Roy Carr oraz Charles Shaar Murray na łamach czasopisma New Musical Express określili utwór „będącym rzadkim typem piosenek rockowych, które pochwalają solidarność zrażonych bez rozpaczy, czy sentymentalności”. W 2004 roku amerykański magazyn Rolling Stone ulokował „All the Young Dudes” na miejscu 253. na liście 500. utworów wszech czasów. Natomiast na tej samej uaktualnionej liście z 2010. roku, utwór znalazł się na pozycji 256. Piosenka znalazła się także w zestawieniu 500 utworów, które ukształtowały rock & roll.

## Geneza utworu
Określana jako jedna z hymnów glam rocka piosenka powstała po tym jak Bowie skontaktował się z Peterem Wattsem – basistą formacji Mott the Hoople – i dowiedział się o rychłym rozłamie grupy, co było spowodowane nieustępującym brakiem sukcesu komercyjnego. Kiedy zespół odrzucił pierwszą ofertę Bowiego, którą była kompozycja „Suffragette City” (album The Rise and Fall of Ziggy Stardust and the Spiders from Mars), muzyk w krótkim czasie napisał „All the Young Dudes” specjalnie dla kolegów po fachu, rzekomo siedząc po turecku na podłodze pokoju przy londyńskiej Regent Street, naprzeciw wokalisty grupy – Iana Huntera.
W związku z odniesieniami do samobójstw młodych ludzi i żałobnego charakteru kompozycji, oraz przemawianiem wyimaginowanej widowni, piosenka podobna jest do ostatniej ścieżki z albumu Bowiego Ziggy Stardust – „Rock 'n' Roll Suicide”. „All the Young Dudes” opisano jako utwór, który jest dla glam rocka, tym samym co „All You Need Is Love” Beatlesów dla hippisów. Słowa dzieła Bowiego wspominają o ówczesnej gwieździe rocka T. Rex, a także o Beatlesach i Rolling Stonesach („I moi bracia są już w domu z jego Beatlesami i Stonesami. Nigdy nie odlecieliśmy na tych prochach rewolucji”).
Dawid Bowie kiedyś stwierdził, że piosenka nie miała być glam-rockowym hymnem, bo właściwie jej tekst niósł apokaliptyczną wieść. W wywiadzie Bowiego udzielonym w 1973 roku magazynowi Rolling Stone muzyk powiedział: „chłopaki niosą w „All the Young Dudes” tę samą wiadomość, którą przedstawiał prezenter w piosence „Five Years” z LP Ziggy Stardust”. Informacją tą był fakt, że Ziemi pozostało jedynie pięć lat istnienia. Bowie tłumaczy: „Utwór zatem nie jest hymnem dla młodzieży, jak ludzie sądzili. Jest zupełnie inaczej.”

## Singiel

### Lista utworów
1. „All the Young Dudes” (David Bowie) – 3:32
2. „One of the Boys” (Mick Ralphs, Ian Hunter) – 6:46

### Personel
- Verden Allen – organy, wokal wspierający
- Dale „Buffin” Griffin – perkusja
- Ian Hunter – wokal, gitara, fortepian, klawisze
- Mick Ralphs – gitara, wokal wspierający
- Pete Watts – gitara basowa

## Inne wersje
Utwór nagrany został przez takich wykonawców jak m.in.:
- 1990 – Bruce Dickinson (Tattooed Millionaire)[7]
- 1992 – David Bowie, Ian Hunter, Mick Ronson, Brian May, Roger Taylor, John Deacon[8], Joe Elliott, Phil Collen (Freddie Mercury Tribute Concert)
- 1997 – David Bowie (nagrane w roku 1972; The Best of David Bowie 1969/1974)[9]
- 2001 – Travis (singiel „Side”)[10]
- 2005 – Ozzy Osbourne (Under Cover)[11]